# Turuptiana ochrosterna
Turuptiana ochrosterna är en fjärilsart som beskrevs av Felder 1874. Turuptiana ochrosterna ingår i släktet Turuptiana och familjen björnspinnare. Inga underarter finns listade i Catalogue of Life.